# Guillaume Vogels
Guillaume Vogels (9 de junio de 1836 en Bruselas - 9 de enero de 1896 en Ixelles) fue un pintor, acuarelista  y dibujante belga. Al comienzo fue influenciado por la corriente realista (Louis Artan de Saint-Martin, Théodore Baron y Hippolyte Boulenger), pero descubrió en el transcurso de los años 1870 una paleta más luminosa, bajo la influencia del pintor griego Périclès Pantazis (a quien empleó durante un año en su empresa).
En 1883, fue uno de los miembros fundadores del grupo artístico bruxellois de avant-garde Les Vingt y participó en varias exposiciones del grupo.

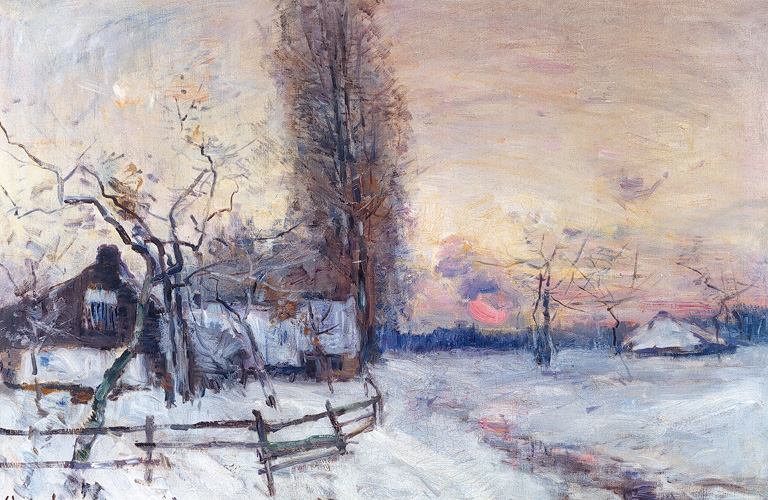
Guillaume Vogels : Puesta de sol sobre la nieve, Casa de las Artes en Schaerbeek

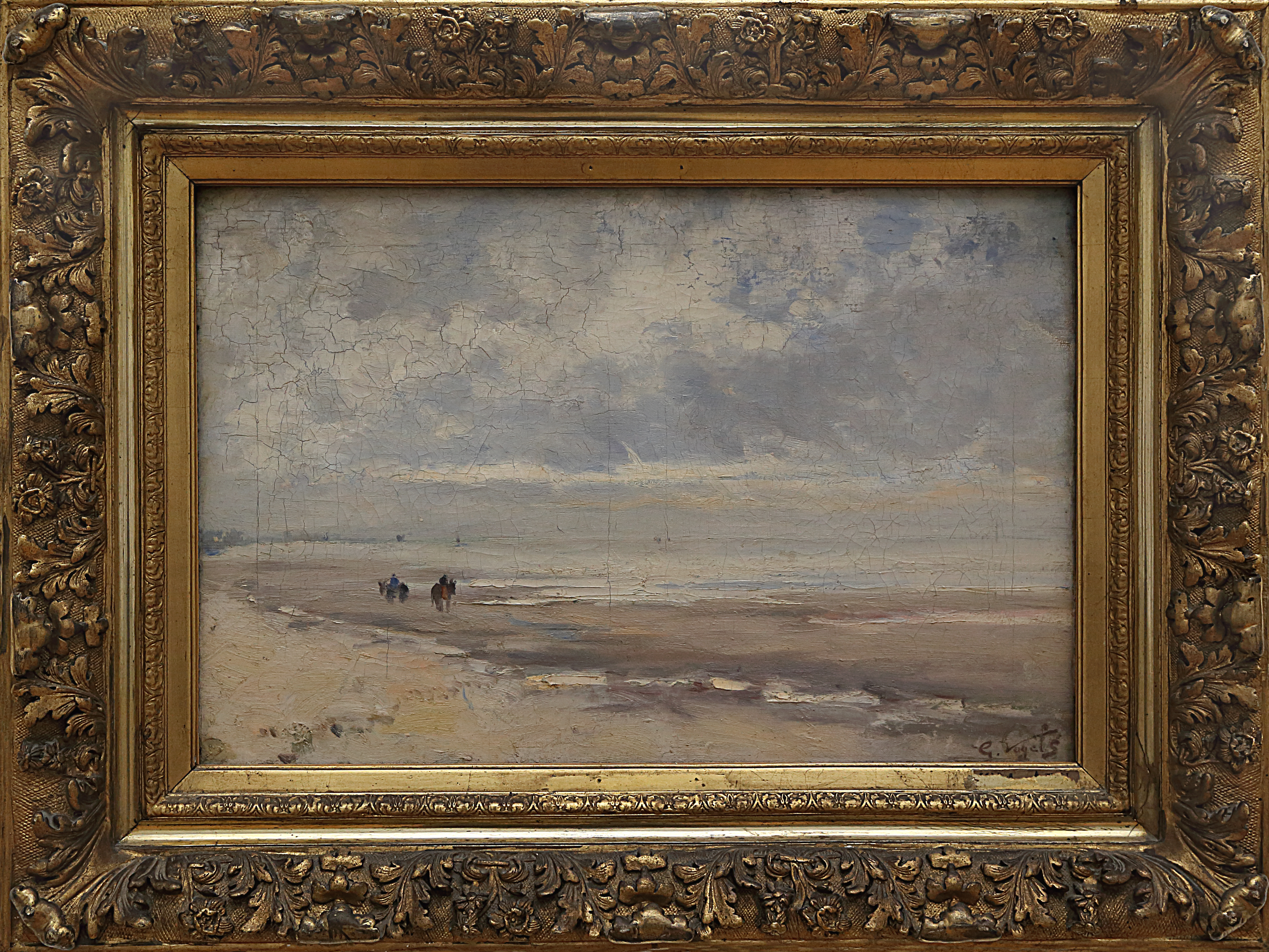
Guillaume Vogels : Vista de playa, Museo de Bellas Artes de Gante

## Biografía
Se formó en la Academia Real de Bellas Artes de Bruselas, Guillaume Vogels llevó su carrera de artista paralelamente a su profesión de pintor en construcciones y decorador. Lideró su empresa "Pintura y decoración" en Bruselas. 
Durante su formación en la Academia de Bellas Artes, se familiarizó con la pintura de caballete. Posteriormente, Guillaume Vogels recibió una educación clásica en el taller de los hermanos Bellis. Antes de 1858, Vogels realizaba principalmente "pinturas decorativas".
Poco se sabe sobre sus primeros años. Sus primeros intentos tímidos son de carácter académico, pero después de descubrir a los pintores de la "Société Libre des Beaux-Arts" (apoyando a los miembros con sus compras) se vuelve hacia la pintura paisajística innovadora. A principios de la década de 1870 estuvo influenciado principalmente por realistas como Louis Artan de Saint-Martin, Théodore Baron e Hippolyte Boulenger. Esta influencia se traduce rápidamente en obras audaces. Otra influencia proviene del impresionista griego Periclès Pantazis (empleado de la empresa Vogels), que había visto las obras de Gustave Courbet y Eugène Boudin en París. Enseñó a Vogels las posibilidades de la espátula y poco a poco elevó su obra por encima de la media y luego a un arte revolucionario para su época.
A partir de 1876 Vogels empieza a encontrar su propio camino. A partir de 1878, Vogels expuso en el círculo de arte de Bruselas La Chrysalide. En 1879 Vogels rompe con los ideales del realismo y reintroduce lo anecdótico y lo sentimental.
En 1880 Guillaume Vogels irrumpió en el mundo vanguardista bruselense con la obra Canal hollandais, effet de lune (1879) en la exposición del "Cercle artistique et littéraire de Bruxelles". A partir de entonces influye en varios compañeros de "La Chrysalide", un grupo de artistas 'anarquistas'. Sus 'seguidores' más leales fueron Willy Finch, Jan Toorop y James Ensor. Pinta junto a Ensor en las ciudades costeras. Se hacen buenos amigos y a veces trabajan con las mismas composiciones. Ensor estaba muy influenciado por Vogel con respecto al uso de la espátula. También se adueña de los colores sombríos y del toque suelto. Sus cuadros llegaron a ser una representación libre de la naturaleza alrededor de la década de 1980. Su contenido también evoluciona: varias obras de este período dan testimonio de cierta melancolía.
En 1883 Vogels participa en la creación de Les XX. En una primera exposición, en 1984, expuso una de sus obras más bellas: Ixelles, matinée pluvieuse (1883), una vista desolada de un suburbio de Bruselas en tonos grises y celestes. El trabajo de Vogels es más progresivo en 1884 y 1885. Entonces está cerca de la abstracción. Tras la introducción del puntillismo, en Les XX en 1887, Vogels y Ensor quedaron aislados dentro de la vanguardia. Ignorado por la prensa, Vogels va en busca de más color en su obra, lo que desemboca en cuadros descontrolados y epigonales. Después de la disolución de Les XX en 1893, Vogels se convirtió en miembro del círculo artístico "La Libre Esthétique". En 1884 expone, junto a James Ensor y el holandés Carel Nicolaas Storm van's Gravesande, en el "Cercle Artistique et Littéraire (Bruselas)".
También se convirtió en miembro de la asociación de artistas belgas Les Hydrophiles. En una exposición de 1884 en Les Hydrophiles, una de sus acuarelas se destaca como la mejor obra.
En los últimos cinco años de su vida, Vogels pintó poco, pero a gran escala. Su obra nunca volverá a tener la fuerza de las pinturas atrevidas e incendiarias de finales de la década de 1870 y 1880. Los tachones de color y las formas robustas en tonos sombríos dan paso a trivialidades con patrones cromáticos desequilibrados.
Guillaume Vogels murió tranquilamente el 9 de enero de 1896. Después de un servicio en la H. Kruiskerk, fue enterrado en el cementerio de Ixelles.

## Temática

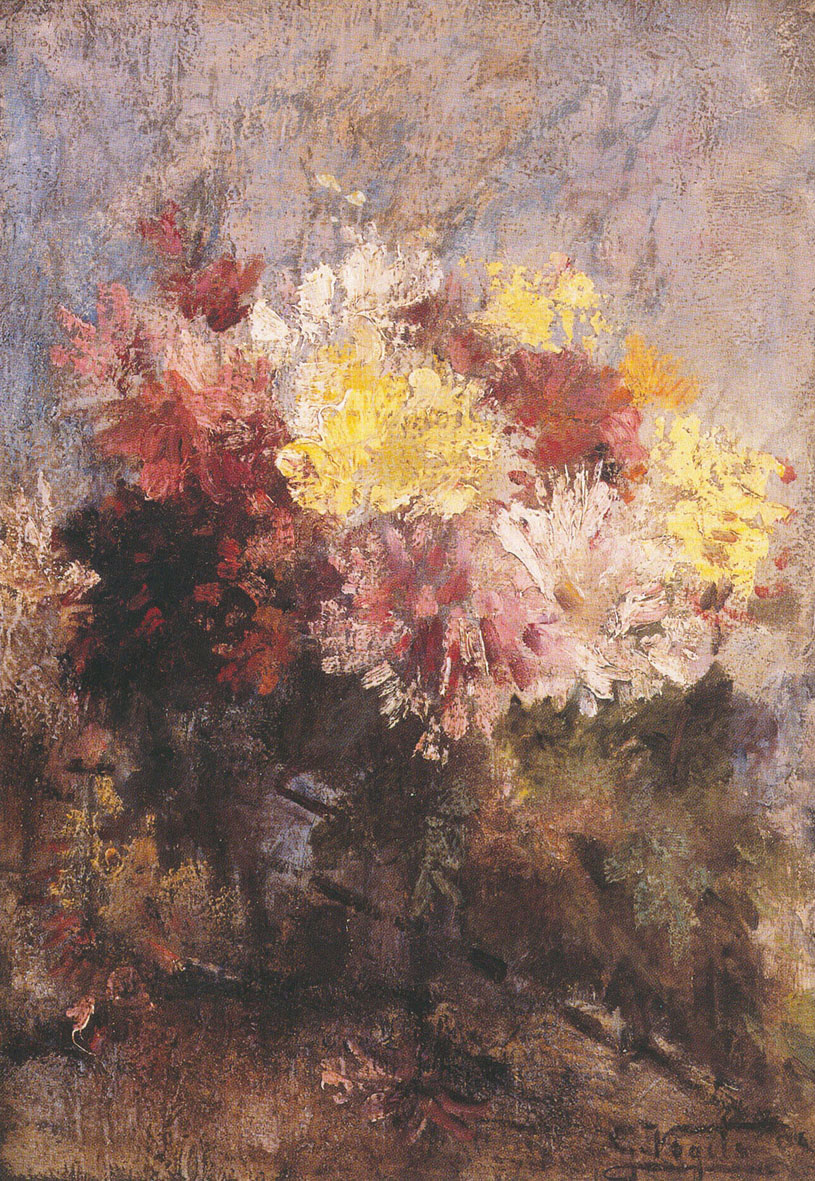
Guillaume Vogels - De azalea's

Guillaume Vogels viajó poco al extranjero. Pintó la mayoría de sus lienzos en Bruselas y alrededores, pero también en la costa belga, donde destacó como pintor de marinas. También pintó muchos paisajes limpios, paisajes urbanos y vistas en los suburbios (a menudo con mal tiempo). También es conocido por sus bodegones y arreglos florales. Rara vez fechó sus obras, lo que dificulta establecer una línea de desarrollo en su obra bastante homogénea. Se puede argumentar que evolucionó de un realismo romántico a un impresionismo más personal. La técnica del pincel libre y la técnica de la espátula son características, al igual que el boceto y el uso de una rica capa de pintura.

## Obras
- 1873 aprox : Retrato de Hippolyte Boulenger, Musée Het Schaakbord, en Tervuren.
- 1877 aprox : 
  - La aurora. Mar del Norte.
  - Charreta en la nieve, colección privada.
- 1878 aprox : Vista de playa, Museo de Bellas Artes de Gante.
- 1880 aprox : 
  - La estacada a Ostende.
  - Los helechos bajo la nieve.
  - La Sennette en Ruysbroeck, Musée communal de beaux arts en Ixelles. Ixelles.
- 1881 : Pantazis pintando en la nieve, colección privada.
- 1883 : Ixelles, mañana lluviosa,  Museos Reales de Bellas Artes de Bélgica, en Bruselas.
- 1884 aprox : Vista sobre el Escalda.
- 1885 : El estanque en invierno, Musée communal, en Saint-Nicolas.
- 1885 aprox : La torre Santa-Catherine.
- 1886 : La nieve al anochecer, Museos Reales de Bellas Artes de Bélgica, en Bruselas.
- 1887 aprox : Playa de Ostende, Musée communal de Beaux Arts de Ixelles. Ixelles.
- 1890 aprox : Puesta de sol sobre la nieve, en la Maison des Arts, en Schaerbeek.
- 1891 aprox : 
  - Claro de luna en Coxyde.
  - Invierno en Groenendaal.
- 1894 : El canal en Nieuport, marea baja,  Musée communal, en Saint-Nicolas.
- 1895 aprox : Canal en Holanda.
- Camino empapado, Museo comunal de Bellas Artes de Ixelles.Ixelles.
- Las azaléas,  Musée communal, en San-Nicolas.
- Les ostras, Musée des beaux-arts, en Liège.
- La calle Santa-Catherine, óleo sobre tela, Museo de Bellas Artes, en Liège.
- Mi jardín, Museo Real de Bellas Artes de Amberes
- Crepúsculo sobre el lago, Museos Reales de Bellas Artes de Bélgica, en Bruselas.
- La calle de los cantantes, Museos Reales de Bellas Artes de Bélgica, en Bruselas.
- Tempestad de nieve, Museos Reales de Bellas Artes de Bélgica, en Bruselas.
- Puente bajo la nieve, colección privada.